# Livre numérique
« E-Book » redirige ici. Pour les autres significations, voir E-Book (homonymie).

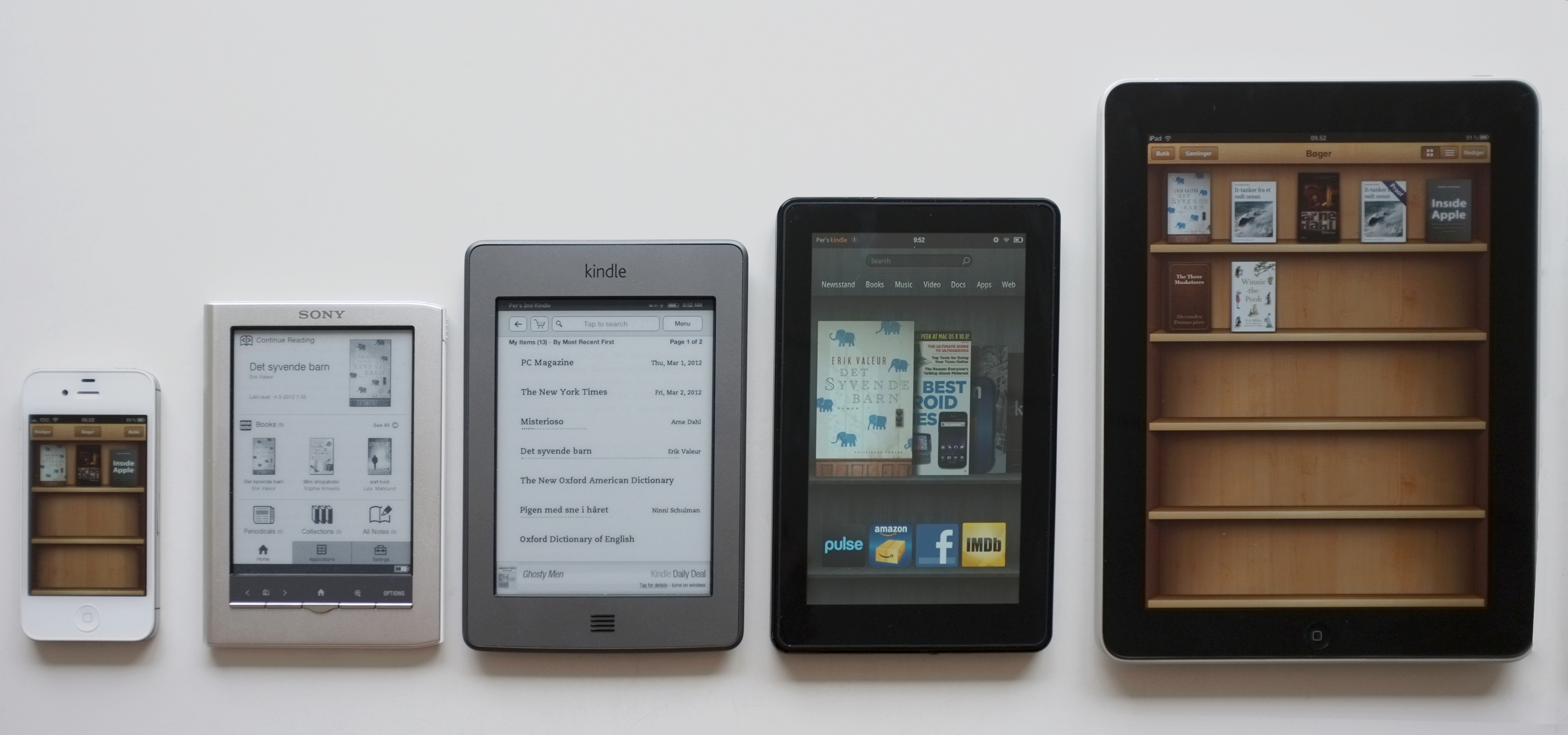
Différents appareils (smartphone, liseuse, tablette tactile) utilisant diverses applications pour la lecture de livres numériques.

Le livre numérique (en anglais : ebook ou e-book), aussi connu sous les noms de livre électronique ou livrel, est un livre édité et diffusé en version numérique, disponible sous la forme de fichiers qui peuvent être téléchargés et stockés pour être lus sur un écran, (ordinateur personnel, téléphone portable, liseuse, tablette tactile), mais aussi sur des supports adaptés aux personnes malvoyantes, comme sur une plage braille, un dispositif de lecture de livres audio, ou un navigateur.

## Histoire

### Années 1970 et 1980
En 1971, Michael Hart créait le projet Gutenberg dans le but de numériser une grande quantité de livres et de créer une bibliothèque virtuelle proposant une collection de documents numériques en libre accès. Par ce projet, Michael Hart souhaitait initier de nouvelles pratiques de diffusion (et, éventuellement, d'expérience de lecture), différentes du papier.
Publiée un 4 juillet, jour de la fête nationale américaine, la Déclaration d'indépendance des États-Unis a été le premier document numérique du projet Gutenberg (fichier de 5 ko). En raison de l'accès limité au réseau Internet, le projet avance lentement. À partir des années 1980, toutefois, la communauté bénéficie d'un accès régulier à Internet, et le rythme de croissance des publications s'accélère. En 1989, on souligne le dixième anniversaire du projet avec la mise en ligne de l'ouvrage Bible du roi Jacques.
Parallèlement, en 1978, le Conseil des Arts du Canada crée Canadiana, un organisme sans but lucratif visant la préservation du patrimoine canadien et à sa mise en ligne. En 1986, la société Franklin met en place le premier dictionnaire « consultable sur une machine de poche ».

### Années 1990
Pendant la dernière décennie du XXe siècle, de nouvelles initiatives prennent forme dans l'univers du livre numérique.
En 1990, Eastgate Systems (l'un des plus grands éditeurs d'ouvrages hypertextes) publie l'un des premiers exemples de littérature hypertextuelle, Afternoon, a story de l'écrivain Michael Joyce.
En 1993, John Mark Ockerbloom crée Online Books Page. Contrairement au projet Gutenberg, ce projet cherche à répertorier et réunir différents textes numériques anglophones déjà publiés, au sein d'un point d'accès unique.
En 1994, le projet Gutenberg souligne sa centième numérisation, avec la mise en ligne de l’œuvre complète de William Shakespeare.
En 1995, Jeff Bezos crée Amazon.com, la première grande librairie électronique aux États-Unis. Amazon.com connaît alors un succès rapide; elle est aujourd'hui la référence en matière de librairies numériques. La même année, à Montréal, Pierre François Gagnon fonde Éditel, une première plateforme d’édition numérique. La presse, dans son sens large, commence alors à se mettre en ligne.
En 1996, Olivier Gainon fonde Cylibris, la première maison d'édition numérique francophone qui publie des livres numériques et imprimés sur le web. De son côté, Brewster Kahle fonde Internet Archive.
En 1997, la Bibliothèque nationale de France crée Gallica.
En 1998 est fondée 00h00, une maison d'édition spécialisée dans les livres numériques.

### Début des années 2000
En 2000, le logiciel de lecture Mobipocket est créé. Ce logiciel « se spécialise d’emblée dans la lecture et la distribution sécurisée de livres pour assistant personnel ». Le Gemstar ebook devient alors la première tablette de lecture numérique officielle après avoir acheté les deux concurrents : Nuvomedia et Soft Book Press.
En 2001, Adobe Flash Player lance son premier logiciel gratuit qui permet la lecture de fichiers numériques. La même année débute le concept francophone du mail-roman, qui consiste à publier, un chapitre à la fois, un roman par courriel. Aussi, une première tablette de lecture est lancée en Europe ; il s'agit de Cybook. L'année 2001 marque enfin la création du premier smartphone.
En 2004, la compagnie Sony produit sa propre tablette. Selon Marie Lebert, cette sortie par Sony marque les débuts de la popularisation des tablettes lectorielles numériques (ou « liseuses »). La même année, Google lance Google books, qui permet de lire des livres en ligne, de consulter des métadonnées (date de publication, auteur(s), éditeur, page(s) consultée(s), etc.) et d'effectuer des recherches dans le corps du texte.
En 2005, Open Content Alliance est créé conjointement par l'Internet Archive et Yahoo, dans le but de permettre la lecture de tous les textes disponibles sur tous les moteurs de recherche.
En 2007, Amazon commercialise Amazon Kindle, ou Kindle, qui permet à l'entreprise de se spécialiser dans la lecture numérique, alors qu'elle se concentrait jusque là sur l'édition papier.
En 2008, est créée publie.net, première coopérative d’auteurs pour l’édition et la diffusion numériques de la littérature contemporaine. Publie.net pousse les ressources du format EPUB 3 jusqu’à ajouter du son, de la musique et des vidéos dans le cours du récit, et un système de navigation en hyperimages (pour l’instant uniquement accessibles sur iPad et iPhone). La même année, la Big Ten Academic Alliance fonde HathiTrust et la Commission européenne lance Europeana.
À partir de 2008, la qualité de lecture sur l'écran des liseuses s'améliore considérablement. Combinées à d'autres facteurs (dont la généralisation de l'accès à Internet), ces améliorations assurent au numérique une progression des parts de marché américain dans le secteur du livre, à partir de 2010. De nombreux éditeurs commencent dès lors à distribuer, sous format électronique, des livres tombés dans le domaine public.
Au même moment, pour une question de coûts et de rentabilité, certains éditeurs commencent à publier leurs auteurs de cette manière. Aussi, certains auteurs désirant se libérer des contraintes imposées par les éditeurs, ou dont les manuscrits n’ont jamais été publiés, choisissent dès lors d'emprunter la voie de l'auto-édition numérique pour mettre à la disposition du public leur(s) œuvre(s) et ce, gratuitement ou non (sites de téléchargement payants).

## Désignations
L’expression « livre numérique » et ses synonymes « livre électronique » et « livrel » ont été proposés par l’Office québécois de la langue française (OQLF) comme traductions françaises des termes anglais « e-book », « electronic book » ou « digital book ». Selon l’OQLF, la forme hybride « e-livre » (calque de l’anglais « e-book ») est à éviter.
En France, l'appellation « livre numérique » a été officiellement recommandée dans le JORF du 4 avril 2012.
Dans l'usage courant[Où ?], les termes « livre électronique » et « livrel » désignent aussi bien le contenu (le texte lui-même) que, par métonymie, le contenant (le support permettant de visualiser le contenu). Ces deux expressions sont donc aussi synonymes de « liseuse ». Cet usage est toutefois fautif puisque, comme sa définition l'indique, le livre numérique est un fichier numérique et non l'appareil électronique qui permet de le consulter. Si le contenu et le contenant sont souvent confondus, il ne faut également pas confondre le livre numérique avec son format (ePub, mobipocket, etc.).

## Types de livres numériques
Fabrice Marcoux relève trois principaux types de livres numériques : homothétique, enrichi et « originairement numérique ».

### Homothétique
C'est la « transposition à l’identique d’un livre papier en version numérique ». Le livre numérique homothétique respecte les limitations physiques du livre malgré l'absence de ces limitations dans un environnement numérique. Il s'agit de la forme la plus répandue et de la première à être apparue.

### Enrichi
Ce type de livre vient compléter la version imprimée grâce aux avantages que permet le format numérique, tant sur le plan de la forme que du contenu. On pense notamment aux hyperliens et à l'insertion d'autres médias (images, vidéos, sons). Ainsi, par les possibilités d'enrichissement quasi infinies de l'œuvre qu'il admet, le type enrichi est de plus en plus exploité. Allant dans le même sens, Nolwenn Tréhondart définit ce type de livres numériques comme adoptant des formes intermédiales qui « miment celles du livre imprimé, en y ajoutant des enrichissements sonores, visuels et hypertextuels ». 
Elle nomme l'exemple du livre numérique enrichi, Le Horla, conçu par la maison d'édition L'Apprimerie en 2015. Lors d'un passage de celui-ci, par exemple, alors que le narrateur critique le peuple qui lance des pétards par décret gouvernemental à Paris le 14 juillet, le lecteur est appelé à toucher des taches de couleur qui se superposent aux textes et simulent l'explosion d'un feu d'artifice. Dans un autre passage, le texte devient flou et se dédouble à l'image du trouble qui habite le personnage qui craint de devenir fou et de perdre le contrôle de ses perceptions.

### «Originairement numérique»
Marcoux écrit qu'il s'agit du livre « créé par ou pour le numérique », c'est-à-dire que le livre originairement numérique a été pensé en fonction du format numérique et de ses potentialités techniques. Pour cette raison, il possède une forte hypertextualité, mais il est plus récent et moins commun que les précédents. Dans ce cas ci, il est aussi possible de parler d’édition augmentée. La plateforme Scalar est une plate-forme qui permet l’édition de livres augmentés. Elle a été conçue en 2009 par l’Alliance for Networking Visual Culture. Grâce à la création d’hyperliens, le parcours littéraire de l’œuvre peut être modifié en fonction des intérêts du lecteur.

## Qualités d'un livre numérique
Marin Dacos et Pierre Mounier ont identifié trois qualités d'un livre numérique: sa lisibilité, sa maniabilité et sa citabilité.
Le livre numérique doit être lisible. Cela suppose qu’il soit décrit par un format ouvert (par opposition aux formats propriétaires) ; qu’il soit fluide et recomposable (reflowable) et qu’il soit pérenne.
Le livre numérique doit être manipulable. Pour cela, il faut que l'on puisse indexer son contenu et effectuer des recherches. Plus on crée de livres applications, plus il est difficile de les indexer et de créer des outils d’indexation. Le texte doit également être copiable et collable, afin d’être rapidement inséré dans un autre contexte (procédure du copier-coller). Enfin, le texte doit aussi être inscriptible (annotations, remarques, jalons, etc.) dans des dispositifs ouverts.
Le livre doit être citable et ce, de façon simple. Le numérique conduit vers des solutions reposant sur la logique d'un identifiant unique (ID). Plusieurs dispositifs mis en place dans différents environnements et reposant sur des logiques différentes ont été développés. Dans le monde de l'édition, l’ISBN est en usage pour les livres et l’ISSN pour les périodiques et ce, depuis 1970 et 1975 respectivement. Ces identifiants uniques décrivent des objets éditoriaux, c'est-à-dire un titre d'ouvrage ou un titre de périodique. L’ISBN correspond à un niveau important de granularité puisque c’est le livre en entier qui est identifié.

## Intérêts et risques associés

### Intérêts

#### Maniabilité physique
L'œuvre écrite « complète », de Victor Hugo, éditée chez Jean-Jacques Pauvert, représente 40 millions de caractères. La Bible, telle qu'on peut la télécharger sur Internet, comporte moins de 10 millions d'octets, quelle que soit la langue considérée (environ 9,5 Mo). Une simple carte SDHC de 32 Go permet donc d'emporter partout avec soi environ 2 000 collections de textes de cette taille.

#### Maniabilité technique
Un passage donné d'un ouvrage, lorsqu'on en connaît un mot spécifique, se retrouve rapidement même si le document ne possède pas d'index. Le texte peut être annoté et inscriptible (annotations, remarques, jalons, etc.) dans des dispositifs ouverts.

#### Indépendance du dispositif de lecture
Un livre numérique peut être consulté sur divers dispositifs de lecture (liseuse, ordinateur, tablette, téléphone intelligent, plage braille, lecteur de livres audio, etc.). Dans certains cas, si l’on est connecté à l’Internet, on retrouve le passage exact où l’on s’était arrêté en consultant un ouvrage, même depuis un autre support.

#### Accessibilité pratique
Par rapport à la forme classique qu’est le livre imprimé, le livre numérique présente, pour les personnes handicapées, l’avantage d’une meilleure accessibilité. Le livre numérique peut en effet être restitué sur un appareil adapté, en affichage braille, par exemple, ou encore en restitution sonore. Il existe des normes de livres numériques destinés à un public ayant des limitations. C’est notamment le cas de DAISY, norme de livres audio destinée spécifiquement à un public incapable de lire des documents imprimés (aveugles, malvoyants, dyslexiques, personne en situation de handicap physique motrice, etc.). Il convient aussi de mentionner le format FROG créé en vue de faciliter la lecture pour les DYS.

#### Accessibilité commerciale
Au cours des dernières années, les pays émergents ont connu une forte croissance des livres numériques, notamment en Inde. Selon une étude réalisée en 2011, 18 % des Indiens et 24 % des Brésiliens ont déjà téléchargé un livre numérique, et ces chiffres sont en constante augmentation. En 2011, le philosophe et éditeur argentin Octavio Kulesz a réalisé une étude intitulée L’édition numérique dans les pays en développement. Selon cette étude, le livre numérique constitue un réel atout pour le développement des pays émergents, et ce, sur les plans éducatif et économique. Kulesz soutient que les pays comme l’Inde, le Brésil et la Chine doivent tirer leur épingle du jeu pour s’approprier les nouvelles technologies occidentales. Par exemple, pour combattre l’illettrisme, l’Inde a commercialisé une liseuse à un prix défiant toute concurrence.

### Risques
Richard Stallman, un militant du logiciel libre américain, a identifié un certain nombre de dangers associés au livre numérique, notamment :
- puisqu’on doit s’identifier pour payer en ligne ou télécharger un livre sur un site commercial ou une bibliothèque numérique, les « autorités » peuvent avoir accès à votre liste de lecture ;
- qu'il y a plusieurs précédents d’effacement à distance d’ouvrages par au moins un distributeur (Amazon.com) sur les appareils d'individus les ayant achetés[23].

Stallman note cependant que les ouvrages du projet Gutenberg et de quelques autres initiatives de numérisation ne présentent pas ces risques.
Comme pour tous les fichiers numériques, notamment ceux qui sont stockés sur un serveur externe par les utilisateurs (cloud), la question se pose à savoir ce que deviendrait votre bibliothèque dans le cas éventuel où un éditeur (ou un distributeur, voire un prestataire de services de stockage numérique) disparaîtrait.

## Formats

Logo du format EPUB.

Lors de la publication d’un livre numérique, l'éditeur est amené à choisir parmi plusieurs types de formats, qui peuvent être ouverts ou fermés, libres (fichier texte, HyperText Markup Language, EPUB, Extensible Markup Language, TeX, ODT, FictionBook, etc.) ou propriétaires (Portable Document Format, DOCX, RIch Text Format, PostScript, AZW, etc.). Selon Viviane Boulétreau et Benoit Habert, ce choix n'est pas neutre : « Le choix d'un format a des implications profondes : les informations que l'on peut transmettre changent, ainsi que leur lisibilité, leur universalité, leur agencement, leur transportabilité, leur transformabilité, etc. ».

## Gestion des droits

### Gestion des droits d'auteur
Au moment où le livre numérique commence à se populariser, certains s'y opposent en raison de conflits de droits d'auteur. Ainsi, les premières tentatives de Google autour de la publication numérique de livres imprimés ont connu des échecs en grande partie à cause de ce type de conflit. En réponse à ces enjeux apparaît en 2001 la licence Creative Commons, imaginée par Lawrence Lessig, qui permet la publication numérique protégeant le droit d'auteur.

En France, certaines associations agissant au service des personnes handicapées bénéficient de l’exception au droit d'auteur prévue par la loi DADVSI. Pour ces structures, il existe deux niveaux d’agrément : l’agrément simple qui donne le droit d’adapter les œuvres et de les communiquer aux personnes handicapées, d'une part, et l’habilitation à demander l’accès aux fichiers numériques des éditeurs déposés auprès de la Bibliothèque nationale de France (BNF) investie de cette mission par le décret du 6 février 2009, d'autre part.

### Gestion des droits numériques
Comme dans les domaines de la musique et des films, certains éditeurs et distributeurs utilisent des systèmes de gestion des droits numériques (DRM) pour tenter de protéger les œuvres. La plupart de ces systèmes sont relativement inefficaces et pénalisent davantage les lecteurs légitimes que les utilisateurs de contrefaçons, où les DRM ont été enlevées ou au moins désactivées.
| Nom                      | Éditeur      | Formats         | Utilisé par                                          | Commentaires |
| ------------------------ | ------------ | --------------- | ---------------------------------------------------- | --- |
| Adept                    | Adobe        | ePub, pdf, ascm | Majorité, Kobo, B&N, Sony, Google                    | DRM standard souvent utilisé. Il nécessite un compte sur le site d’Abobe et limite la lisibilité d’un livre à six appareils.                                                                                     |
| Microsoft                | Microsoft    | lit             | Microsoft                                            | Abandonné |
| Kepub (Adept)            | Kobo (Adobe) | kepub           | Kobo                                                 | Il s’agit d’un ePub avec quelques données en plus. Les fichiers peuvent être téléchargés au format ePub + DRM Adobe standard.                                                                                    |
| Topaz                    | Amazon       | azw, tpz        | Amazon                                               | Nouveau format Amazon, basé sur son précédent format Mobipocket. |
| Mobipocket               | Amazon       | mobi            | Amazon (ancien)                                      | Format créé par Mobipocket (racheté par Amazon). Fonctionne avec un système de PID (clef unique par matériel).                                                                                                   |
| Ignoble (basé sur adept) | B&N (Adobe)  |                 | B&N                                                  | Extension du DRM ADEPT d’Adobe où on utilise nom et numéro de CB comme clef (pour dissuader de partager). |
| eReader                  | B&N          | pdb, pml        | B&N (ancien), Palm                                   | Ancien format B&N, qui utilise lui aussi le nom et le numéro de CB comme clef pour frein social au partage. |
| FairPlay                 | Apple        |                 | Apple                                                | Utilisé sur iBooks. Les fichiers ne sont lisibles que par les appareils Apple, pas de recherche de faille à ce jour.                                                                                             |
| BBeB                     | Sony         | lrx, lrs        | Sony                                                 | Abandonné |
| LCP                      | Readium      | epub            | TEA (PocketBook) implémenté dans le sous-format CARE | Créé par le consortium Readium, le standard LCP (Lightweight Content Protection) est un format ouvert (opensource) qui apporte une souplesse de mise en œuvre et une transparence d'utilisation pour le lecteur. |

Certains livres numériques ne contiennent pas de système de gestion des droits numériques, mais plutôt des tatouages numériques, en général le nom de l’acheteur et son adresse électronique. Enfin, de très nombreuses œuvres libres de droit (car tombées dans le domaine public) sont disponibles en téléchargement gratuit sur de nombreux sites Web, dont celui du Projet Gutenberg, de l’Open Library, de Manybooks ou encore de Feedbooks/publicdomain.
Certains éditeurs militent contre ces marquages et proposent leurs ouvrages sans DRM. On dénombre en 2020 plus de 200 éditeurs faisant ce choix.

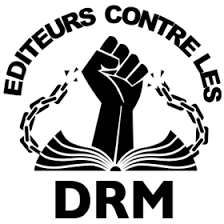
logo du mouvement éditeurs contre les DRM

## Réception du public
Alors que paraissaient les premiers livres numériques, nombreux sont les lecteurs qui ont eu un mouvement de recul par rapport aux possibilités offertes par cette nouvelle technique[réf. souhaitée]. Même le pionnier Michael Hart aurait éprouvé des doutes quant à l'aboutissement du projet Gutenberg. « Nous considérons le texte électronique comme un nouveau médium, sans véritable relation avec le papier. Le seul point commun est que nous diffusons les mêmes œuvres, mais je ne vois pas comment le papier peut concurrencer le texte électronique une fois que les gens y sont habitués, particulièrement dans les établissements d’enseignement ». La question de l'habitude apparaît donc primordiale au moment de l'apparition sur le marché des premiers livres numériques; les lecteurs ne sont pas encore conditionnés à ce nouveau format de lecture. Bien que le contenu reste le même, cela « ne signifie pas pour autant qu’il faut banaliser le livre numérique; en effet, ce dernier se distingue de son acolyte en papier et demande ainsi une redéfinition de ses étapes de production ». De par les concepts même d'hypertexte et d'hyperliens qu'il engage, le livre numérique modifie les modalités de lecture qui étaient admises par le papier. L'étendue de contenu qu'un livrel peut solliciter (surtout s'il est enrichi ou « originairement numérique ») peut donner le vertige au lecteur s'il est mal intégré. Le livre électronique doit donc répondre à certaines conditions pour assurer sa « bonne » réception[source insuffisante] :
- Métaphore d'utilisation. Afin d'éviter un découragement devant un trop grand nombre de références, de liens, d'images, etc., le livrel doit présenter son contenu au lecteur de manière que ce dernier puisse prendre facilement compte de ce qui se présente à lui et se faire une idée de ce qui l'attend.
- Éléments d'interaction uniformes. Il s'agit pour le lecteur de pouvoir retrouver une logique dans son interaction avec les documents mis à sa disposition par un livre numérique. Pour cette raison, les applications de lecture vont souvent offrir différentes options afin de faciliter la navigation entre les contenus. La réutilisation d'un paratexte plus conventionnel (page couverture, index ou table des matières, etc.) par le numérique est souvent un bon moyen de rendre le lecteur plus confiant[37]. C'est en partie la logique derrière la reprise de la forme physique par le livre homothétique.
- Participation du lecteur. Des bases de données privées sont souvent mises à la disposition du lecteur afin qu'il puisse faire ses propres annotations, rajouts, surligner des passages importants, etc. De cette manière, il peut « personnaliser » le livre électronique, se l'approprier ou augmenter son processus de lecture sans imposer ses modifications aux autres.

La réception est aussi intrinsèquement liée à l'accès limité des lecteurs au réseau Internet. Si la création du web dans les années 1990 permet un premier essor du livre numérique auprès des publics spécialisés[Par exemple ?], le deuxième essor n'arrive qu'une décennie plus tard, avec la généralisation du web et l'amélioration de la qualité des produits.

## État des marchés

### En France
Le premier revendeur de livres numériques en France en date est Mobipocket.com (filiale d’Amazon depuis avril 2005). Toutefois, il existe d'autres plateformes où il est possible d'obtenir des livres numériques, notamment Vivlio, Numilog.com (filiale d’Hachette Livre depuis le printemps 2008), ePagine (prestataire de solutions pour les librairies), immatériel.fr (distributeur et revendeur), Relay.com (également filiale de Hachette, mais côté presses), Eden Livres, E-Plateforme, YouScribe, Scribd, Youboox, iBooks, Cyberlibris (bibliothèque numérique sur abonnement), Needocs (livres professionnels, pratiques et académiques) et aussi Didactibook (libraire électronique spécialisée dans les livrels pratiques).
Selon le magazine Challenges, la Fnac aurait vendu 40 000 livres numériques de novembre 2008 à novembre 2009. En 2011, le fabricant de liseuses Bookeen se lance à son tour dans la commercialisation de livres numériques avec bookeenstore.com. L’offre de livres numériques en français la plus riche du marché est proposée par Chapitre.com.
Selon le quatrième Baromètre sur les usages du livre numérique, présenté le 21 mars 2014 au Salon du livre de Paris, on évalue la part des lecteurs numériques en France à 15 % de la population. Parmi les sondés, 39% pensent que l’utilisation de livres électroniques va augmenter, ce qui se vérifie par l’édition de mars 2016 puisque la part de lecteur a atteint les 20 % des personnes sondées. Aujourd’hui en France, bien que les utilisateurs d’ebooks pensent que les usages vont encore évoluer; ils sont encore beaucoup à combiner la lecture électronique avec celle de livres papiers.
En 2018, le chiffre d'affaires de l'e-book dépasse pour la première fois la barre des 100 millions d'Euros. L'offre de livres numériques augmente, mais avec 3,5 % des parts de marché les usages évoluent lentement.

### Aux États-Unis
Pour le dernier trimestre 2010, Amazon.com a officiellement annoncé avoir vendu pour la première fois plus de livres numériques que de livres imprimés. Les genres les plus populaires sont alors les romances et les romances érotiques,.
Au premier trimestre 2012, les ventes de livres numériques dépassent en valeur les ventes de livres papier dans le pays.
Selon le Pew Internet & American Life project, 28 % des Américains ont lu au moins un livre numérique en 2013. Selon le même institut, 50 % des Américains possédaient une tablette numérique ou une liseuse en janvier 2014.
La vente des livres numériques a baissé de 10 % entre 2016 et 2017, selon une étude menée par PubTrack Digital. En 2016, le livre numérique correspondait à 21 % des ventes, pour descendre à 19 % en 2018.

### Au Royaume-Uni
En 2009, au Royaume-Uni, le livre numérique représente 2 % de parts de marchés, puis progresse pour atteindre 6 à 11 %. En 2010, l’éditeur Bloomsbury annonce que la vente des livres numériques correspond à 10 % de ses ventes, au Royaume-Uni. En ce qui concerne l’éditeur Penguin, le livre numérique représente 8 % de ses ventes, en 2011. En 2016, au Royaume-Uni, le livre numérique constitue 35 % du chiffre d’affaires total des membres éditeurs du Publishers Association, avec 1,7 milliard £.

### Au Canada

#### Québec
Depuis décembre 2009, la Société de développement des entreprises culturelles (SODEC) offre un programme d’Aide à la numérisation qui rembourse aux éditeurs 50 % des frais de numérisation, plus 10 $ par titre, jusqu’à concurrence de 5 000 $, ce qui pourrait aider ces derniers à offrir une plus grande portion de leur catalogue.
Cependant, en dépit de ces efforts et même pour les livres disponibles dès leur sortie en format numérique, les ventes de livres numériques n'ont représenté qu’1,1 % des ventes de livres au Québec en 2014, alors qu'environ 80 % des livres mis en vente cette année-là étaient disponibles en format numérique. Cela représente environ 506 000 livres numériques. Il ne s'agit toutefois pas d'un portrait complet, puisque les ventes faites auprès de certaines librairies en ligne comme Apple et Amazon sont exclues du calcul. Seules les ventes faites dans les entrepôts numériques québécois sont prises en compte.
En 2017, 16 % des québécois pratiquent le téléchargement de livres ou de magazines numériques selon les statistiques présentées par le CEFRIO. Cela représente une baisse de 3 % par rapport à l'année précédente. L'activité est plus populaire auprès des diplômés universitaires.

#### Canada anglais
Au Canada anglais, la situation se présente différemment. Selon les chiffres datant de 2017, les ventes de livres numériques s'élevaient à 18,6% des ventes totales de livres.

## Coûts liés au livre numérique
Si le coût du PDF imprimeur (représentation homothétique de l’œuvre imprimée) est absorbé par les coûts usuels de production papier, il n’en est toutefois pas de même pour le reste. Deux types de coûts sont à prévoir :
- les coûts de production. Lors d'une numérisation (scan), les différents coûts impliquent les frais de scan, de recomposition (enrichissement typographique), de relecture et de correction, les frais de structuration d'un format Epub (il est essentiel d'intégrer les métadonnées, soit la couverture, le titre, le ISBN, le sommaire, etc.). Pour un roman « habituel » (grand format, 256 pages), une étude du MOTif (l'observatoire pour le livre et l'écrit en l'île-de-France) évaluait, en 2010, les coûts à environ 1 199 €[59]. S'il s'agit d'une publication sans numérisation (scan), les dépenses sont moins importantes : on épargne alors les frais liés à la numérisation, et on limite les frais de relecture (moins de risque d'erreur associé). Pour le même type de roman, les frais sont estimés à 665 €[59], soit presque deux fois moins cher.
- les coûts de distribution. Les coûts de distribution du livre numérique diffèrent de ceux du livre imprimé. Il y a d'abord l'introduction des frais de marquage (DRM ou encore watermarking), qui permettent de contrôler la circulation du livre et de prévenir sensiblement le piratage. Le coût d'un marquage de type DRM était, en 2010, de 0,40 € par exemplaire[59], ce qui est souvent inaccessible aux petites et moyennes entreprises. Le watermarking, ou tatouage numérique, est une solution gratuite pour ces éditeurs. Ensuite, s'ajoute les coûts de diffusion : les livres numériques sont en effet vendus via de nombreux canaux (offre numérique chez certains libraires, grandes enseignes culturelles et pure players comme Amazon, Kobo ou Numilog). Les éditeurs confient souvent la mise en ligne et le stockage de leurs fichiers à un diffuseur qui prélève un pourcentage sur chaque vente.

L'éditeur numérique rencontre autrement des frais de développement informatique, d'archivage et de maintenance afin de répertorier ses publications sur un site d'« entreposage » virtuel. S'ajoutent à cela les divers frais de promotion et de marketing; dans le cadre de l'étude du MOTif, plusieurs éditeurs estimaient que ces frais correspondaient à 3 ou 4 % du prix de vente, bien que ces coûts variaient significativement d'un éditeur à l'autre. Enfin, les frais bancaires représenteraient entre 3 et 6 % du prix de vente. Ces coûts sont toutefois assumés par les libraires ou les portails de vente, et non pas par les éditeurs.